# シュラミト・ラン
シュラミト・ラン（シューラミート・ラン、Shulamit Ran, ヘブライ語: שולמית רן, 1949年10月21日 - ）は、イスラエル系アメリカ人作曲家。

## 経歴
ランはテルアビブの生まれで、14歳の時にマネス音楽院（Mannes College The New School for Music）の奨学生としてニューヨークに移り住んだ。『交響曲』（1990年）でピューリッツァー賞 音楽部門を受賞。女性作曲家としてはエレン・ターフィ・ツウィリッヒ（1983年）に次いで2人目の受賞だった。
ランは長くシカゴ大学の教員をしていて、シカゴ交響楽団ならびにシカゴ・リリック・オペラのコンポーザー・イン・レジデンスも勤めた。近作には、イスラエルのヴァイオリニスト、イッタイ・シャピラのために作曲した『ヴァイオリン協奏曲』（2003年）がある。
『交響曲』は教えを受けたラルフ・シェイピー（Ralph Shapey）に捧げたものである。
多くの評論家はランの作品の荒々しいパワーと古典的な構成の結合について触れている。ランは、古典派音楽のルートヴィヒ・ヴァン・ベートーヴェンが自分の「作曲のアイドル」で、自分の作品は厳格な構造論理のテイストと独特の自由無調とを結合させている、と書いている。